# Margrit Thommen
Margrit Thommen (* 1937 oder 1938) ist eine ehemalige Schweizer Orientierungsläuferin.
Die Lampenbergerin Thommen startete 1962 bei den ersten Orientierungslauf-Europameisterschaften im norwegischen Løten und wurde dabei Zehnte im Einzelrennen. Im Staffellauf, der 1962 noch nicht offizieller Bestandteil des Wettkampfprogramms war, wurde sie mit Sonja Ballestad und Käthi von Salis Dritte hinter den Staffeln aus Schweden und Norwegen. Zwei Jahre später bei den Europameisterschaften im schweizerischen Le Brassus gewann Thommen das Rennen der Damen mit fast vier Minuten Vorsprung auf die Schwedin Ann-Marie Wallsten. In der Staffel mit Käthi von Salis und Marlies Saxer gewann sie die Silbermedaille.
Bei Schweizer Meisterschaften gewann Thommen 1960, 1961, 1964 und 1965 den Titel auf der klassischen Distanz.